# Bring It On Again
Bring It on Again (Brasil: As Apimentadas - Mandando Ver  / Portugal: Tudo por Elas de Novo ) é um filme de comédia adolescente de 2004, sobre líderes de torcida, estrelado por Anne Judson-Yager e Bree Turner, dirigido por Damon Santostefano e escrito por Claudia Grazioso, Brian Gunn e Mark Gunn. Foi lançando diretamente em vídeo em 14 de janeiro de 2004 pela Universal Pictures.  
É o segundo filme da série Bring It On. Não há membros do elenco do filme anterior ou referências.

## Sinopse
As estudantes Whittier e Monica entram para o time de animadoras de torcida da universidade, mas não suportam sua esnobe líder, Tina. As duas decidem montar a sua própria equipe, selecionando um grupo de estudantes de arte que tiveram seus cursos extracurriculares cortados devido à redução do orçamento da escola. Com muito trabalho em equipe, elas desafiam o direito do esquadrão oficial de representar a escola no próximo campeonato de animadoras de torcida.

## Elenco
- Anne Judson-Yager - Whittier
- Bree Turner - Tina
- Bethany Joy Lenz - Marni
- Kevin Cooney - Dean Sebastian
- Faune A. Chambers - Monica
- Bryce Johnson - Greg
- Felicia Day - Penelope
- Chris Carmack - Todd
- Richard Lee Jackson - Derek
- Holly Towne - Janice
- Dennis Hemphill Jr. - Francis
- Katherine Bailess - Colleen Lipman
- Joshua Gomez - Sammy Stinger
- Kelly Stables - Tiny Blonde
- Brian Wade - Fatneck

## Trilha Sonora
- Pat Benatar - "Hit Me With Your Best Shot"
- Klayton - "Switchback"